# بطولة القتال بالأيدي العارية
بطولة القتال بالأيدي العارية (بالإنجليزية: Bare Knuckle Fighting Championship)‏ تُعرف اختصارًا باسم بي كي إف سي (بالإنجليزية: BKFC)‏. هي مُنظمة أمريكية للملاكمة بالأيدي العارية مقرها فيلادلفيا. تأسست البطولة في أبريل 2018، ويرأسها ديفيد فيلدمان.
بطولة القتال بالأيدي العارية هي أول منظمة ترويجية تقيم حدثًا رسميًا للملاكمة بالأيدي العارية معتمدًا من الدولة ومفوضًا في الولايات المتحدة منذ عام 1889. أقيم أول حدث لها في عام 2018، مع إقامة 82 حدثًا «مرقمًا» اعتبارًا من أبريل 2024.

## وصلات خارجية
- الموقع الرسمي